# 太和 (宜蘭縣)
太和，又寫為大和，是台灣宜蘭縣冬山鄉的一個傳統地域名稱，位於該鄉南部。相較於今日行政區，其範圍大致與太和村相近。

## 歷史
台灣清治末期，太和地區為一街庄，稱為「大和庄」，隸屬於紅水溝堡。該庄北與打那美庄為鄰，東北與珍珠里簡庄為鄰，東及東南與冬瓜山庄為鄰，西南邊為蕃地，西邊為員山庄。
1901年（日治明治三十四年）11月，廢縣廳改設二十廳，該庄隸屬於宜蘭廳，編入第十一區。1905年（明治三十八年）7月，第十一區改名「紅水溝區」。1909年（明治四十二年）10月，合併二十廳為十二廳，該庄仍隸屬於宜蘭廳。1920年（大正九年），廢十二廳改設五州二廳，該庄改制並更改用字為「太和」大字，隸屬於臺北州羅東郡冬山庄，大字下有「太和」、「楓樹橋」小字名。
戰後冬山庄改制為冬山鄉，隸屬於臺北縣，大字改制為村。1950年10月，北、基、宜分治，冬山鄉改隸屬於宜蘭縣。

## 聚落
本地區發展較早的聚落有大和（太和）、楓樹橋等，在日治期初期的官方地圖上已有記載。此外，本地區尚有十三份聚落。

## 交通
台鐵宜蘭線是台灣東北部鐵路幹線，大致以北北西—南南東走向轉西北—東南走向經過太和地區東北部。境內未設站，但冬山車站即在東側不遠處，屬三等站，僅停靠部分莒光號、復興號、區間快車，以及全部的區間車。由此可前往台鐵沿線各站。
省道台9線（冬山路二段）又稱「東部幹線」，是台北經東台灣至屏東楓港的幹道，大致以北北西—南南東走向轉縱向再轉西北—東南走向經過本地區東北部。由該道路向北北西可前往羅東、五結西北部、宜蘭、礁溪、頭城西南部、坪林等地，向東南可前往冬山市區、蘇澳、南澳、秀林、新城、花蓮等地。
鄉道宜30線（義成路一段）是蚊子坑至成興的道路，大致以西北西—東南東走向由本地區西部入境後，轉西南西—東北東走向再轉西北西—東南東走向再轉西南西—東北東走向經過省道台9線路口後於本地區東部出境。由該道路向西北西可前往員山、鹿埔、阿里史並止於鄉道宜46線路口，向東北東轉東南東再轉東北東穿越冬山市區後可前往補城地與香員宅交界地帶、奇武荖、隆恩、成興與猴猴交界地帶、下清水西南部並止於省道台2線路口。

## 廟宇
- 小林福德正神廟